# بانک ام‌کی‌بی
بانک ام‌کی‌بی (مجاری: MKB Bank) که در ابتدا با نام Magyar Külkereskedelmi Bank (ت.ت. 'بانک تجارت خارجی مجارستان') شناخته می‌شد، یک بانک دولتی مجارستانی بود که در سال ۱۹۵۰ تأسیس شد. این بانک در اواسط دهه ۱۹۹۰ خصوصی شد و سپس در دهه ۲۰۱۰ دوباره دولتی شد. سرانجام در اوایل دهه ۲۰۲۰ با بانک بوداپست و بانک تاکارک ادغام شد تا  هلدینگ بانک مجار (مجاری: Magyar Bank Holding) را با نام تجاری بانک ام‌بی‌اچ تشکیل دهد و بدین ترتیب دومین بانک تجاری بزرگ مجارستان پس از بانک اوتی‌پی را ایجاد کند. این ادغام پیچیده سه جانبه در سال ۲۰۲۰ اعلام و در سال ۲۰۲۳ تکمیل شد.